# Jugenheim in Rheinhessen
Jugenheim in Rheinhessen è un comune di 1.593 abitanti della Renania-Palatinato, in Germania.
Appartiene al circondario (Landkreis) di Magonza-Bingen (targa MZ) ed è parte della comunità amministrativa (Verbandsgemeinde) di Nieder-Olm.